# Hospital de Alto Hospicio
Hospital Alto Hospicio es uno de los proyectos hospitalario más grande construido en el norte de Chile, es un recinto de mediana complejidad que  contará con una dotación total de 235 camas (12 cama UTI) y 28 especialidades, lo que aumentará en un 70% la capacidad hospitalaria de la zona. Sus instalaciones también contarán con 7 pabellones y más de 33 box de consulta para especialidades médicas, no médicas y dental, además de 12 sillones de diálisis y 3 salas de parto integral, entre otros equipamientos. Se espera que planilla de funcionario alcance las 1400 personas. Es el principal recinto hospitalario de la comuna de Alto Hospicio, en la Región de Tarapacá, en el norte de Chile. Pertenece a la red asistencial del Servicio de Salud Tarapacá.
En 2010, el presidente Sebastián Piñera anunció el inicio formal del proceso de planificación y diseño para un nuevo hospital en Alto Hospicio, lo que traerá como consecuencia que el actual Hospital Básico de Urgencias sea formalmente un consultorio. Este nuevo hospital incorporará prestaciones en medicina tradicional andina, especialmente en cuanto a la atención de partos de acuerdo a la cultura aimara. Se construirá desde 2013 en el sector de La Pampa, contemplando un aumento en 200 camas respecto a la capacidad hospitalaria actual, con el fin de descongestionar al Hospital Regional de Iquique.